# Vingt-cinquième circonscription de Tokyo
La vingt-cinquième circonscription de Tokyo (東京都第25区, Tōkyō-to dai-nijū-go-ku) est l'une des trente circonscriptions législatives que compte la préfecture métropolitaine de Tokyo.

## Description géographique
Entre 1994 et 2002, la vingt-cinquième circonscription de Tokyo regroupait les villes d'Ōme, Fussa, Akigawa et Hamura et le district de Nishitama.
Entre 2002 et 2017, elle comprenait les villes d'Ōme, Fussa, Hamura et Akiruno et le district de Nishitama.
Depuis 2017, elle réunit les villes d'Ōme, Akishima, Fussa, Hamura et Akiruno et le district de Nishitama,.

## Députés
| Législature | Début de mandat | Fin de mandat | Député élu         | Parti politique | Parti politique |
| ----------- | --------------- | ------------- | ------------------ | --------------- | --------------- |
| 41e         | 1996            | 2000          | Yōzō Ishikawa (ja) |                 | PLD             |
| 42e         | 2000            | 2003          | Yōzō Ishikawa (ja) |                 | PLD             |
| 43e         | 2003            | 2005          | Shinji Inoue       |                 | PLD             |
| 44e         | 2005            | 2009          | Shinji Inoue       |                 | PLD             |
| 45e         | 2009            | 2012          | Shinji Inoue       |                 | PLD             |
| 46e         | 2012            | 2014          | Shinji Inoue       |                 | PLD             |
| 47e         | 2014            | 2017          | Shinji Inoue       |                 | PLD             |
| 48e         | 2017            | 2021          | Shinji Inoue       |                 | PLD             |
| 49e         | 2021            | 2024          | Shinji Inoue       |                 | PLD             |
| 50e         | 2024            | -             | Shinji Inoue       |                 | PLD             |